# Народна воля (1938 – 1978)
Вижте пояснителната страница за други значения на Народна воля.
„Народна воля“ с подзаглавие Вестник на българите и македонците в Америка е вестник на имиграцията в САЩ.
Започва да се издава на 11 февруари 1938 година в Детройт. Продължение е на вестник „Трудова Македония“ на Македонския народен съюз и на вестник „Съзнание“ на Българо-македонските работнически просветни клубове в САЩ. Редактори са Георги Пирински и Петър Григоров.